# Florent Schmitt
Florent Schmitt (ur. 28 września 1870 w Blâmont, zm. 17 sierpnia 1958 w Neuilly-sur-Seine) – francuski kompozytor, przedstawiciel impresjonizmu muzycznego; krytyk muzyczny.
Odznaczony został Legią Honorową w stopniu kawalera (1921), oficera (1931) oraz komandora (1952).